# UEFA-bajnokok ligája
Az UEFA-bajnokok ligája (gyakran csak BL), teljes nevén angolul UEFA (Union of European Football Associations) Champions League, egy európai klubcsapatok részvételével játszott labdarúgósorozat, mely évente kerül megrendezésre. Minden európai országból az elmúlt időszakban elért eredményeiktől függően indulhat egy, kettő, három, illetve négy csapat (kivétel Liechtenstein, amely mivel nem rendez nemzeti labdarúgó-bajnokságot, csak a Konferencia Ligában indíthat csapatot). Az induló csapatok az adott ország bajnokságának megnyerésével (illetve második, harmadik, negyedik helyének elérésével) vívják ki a részvételt.
A BL győztese részt vesz az UEFA-szuperkupa döntőjében, ahol az Európa-liga győztesével játszik, valamint részvételi jogot szerez a FIFA-klubvilágbajnokságra is.

## Története
Az UEFA-bajnokok ligája elődje, a bajnokcsapatok Európa-kupája (BEK) 1955-ben indult. Azóta rendezi meg rendszeresen az UEFA évről évre az európai elit klubcsapatok tornáját, amely során minden évben eldől, melyik csapat a legjobb a legjobbak között. A megtiszteltetésen kívül a győzelem nem kevés pénzjutalommal is jár. A torna az 1992–93-as szezonban vette fel az UEFA-bajnokok ligája nevet, és ezzel együtt a rendszer is átalakult. Az UEFA bevezette a korábban csak világversenyeken használt csoportküzdelmeket, amivel izgalmasabbá, nem utolsósorban pedig még nagyobb üzletté tette az addig egyenes kieséssel működő legnagyobb európai kupasorozatot. Kezdetben egy selejtező, valamint két egyenes kieséses kört követően két négyes csoportban folytak a küzdelmek, melyek első két helyezettje vívta ki a jogot a döntőbe jutásra.

## Formátum
A következő leírás a 2024–2025-ös szezontól érvényes.
A sorozat három nagyobb részre oszlik, a selejtezőre, az alapszakaszra és az egyenes kieséses szakaszra.
Részvételi jog
Az országokra vonatkozó UEFA-együttható alapján felállított rangsortól függ, hogy az adott ország hány csapatot és azokat melyik fordulóban indíthatja.
Selejtező
A selejtező négy fordulóból áll: 1., 2., 3. selejtezőkör és a rájátszás. A selejtező két ágra oszlik, bajnoki ágra és nem bajnoki ágra. A bajnoki ágon azok a bajnokcsapatok, a nem bajnoki ágon pedig azok a nem bajnokcsapatok szerepelnek, amelyek indulási jogot szereztek és nem kerültek közvetlenül a csoportkörbe. A selejtezőkörökben a csapatokra vonatkoztatott UEFA-együttható alapján egy sorrendet állítanak fel, a csapatokat kiemeltekre és nem kiemeltekre osztják, majd a párosításokat sorsolják. Egy kiemelthez egy nem kiemeltet párosítanak. A selejtező oda-visszavágós, kieséses rendszerű, azaz a két találkozó végén az összesítésben jobbnak bizonyuló csapatok jutnak tovább a következő körbe. A rájátszás győztesei a csoportkörbe jutnak. Valamennyi fordulóban a bajnoki ág kiesői az Európa-liga selejtezőjének bajnoki ágára, a nem bajnoki ág kiesői az Európa-liga selejtezőjének főágára kerülnek. A rájátszás vesztesei, illetve a nem bajnoki ág 3. selejtezőkörének vesztesei az Európa-liga csoportkörébe kerülnek.
Alapszakasz
A 2024–2025-ös szezontól az UEFA újraszervezte összes nemzetközi tornáját, eltörölve a csoportköröket, egy 36 csapatos alapszakaszra váltva. Minden csapat nyolc mérkőzést játszik az alapszakaszban, lehetőleg olyan csapatok ellen, amelyek nem saját szövetségükből vannak, de kivételek lehetnek. A korábbi körmérkőzéses rendszer helyett minden csapat egy sorsolás során kap 8 különböző ellenfelet és mindegyikkel játszik egyszer. Az első nyolc csapat az alapszakasz végén automatikusan továbbjut a nyolcaddöntőbe, míg a 9–24. helyen végző csapatoknak egymás ellen kell játszaniuk a továbbjutásért. Az új rendszer bevezetésével megszűnt a csapatok európai kupasorozatok közötti mozgása, a kieső csapatok nem folytatják az évet az Európa-ligában.
Egyenes kieséses szakasz
Az egyenes kieséses szakasz oda-visszavágós rendszerben zajlik, a döntő kivételével. A két találkozó végén az összesítésben jobbnak bizonyuló csapatok jutnak tovább a következő körbe. A nyolcaddöntő rájátszásban az alapszakaszban 9–24. helyen végző csapatok játszanak, az első nyolc (9–16.) csapat kiemelt. A nyolcaddöntőben az alapszakasz első nyolc helyezettjei a kiemeltek, a nyolcaddöntő rájátszásnak győztesei a nem kiemeltek. Nincs tagországi korlátozás, bármely csapat bármelyikkel összekerülhet.
A döntőt egy előre kijelölt helyszínen rendezik, egy mérkőzés dönt a győztesről. A győztes részt vesz az UEFA-szuperkupán, ahol az ellenfele az Európa-liga győztese lesz. Továbbá a következő szezonban automatikus részvételi jogot kap az UEFA-bajnokok ligája csoportkörébe. A győztes a soron következő FIFA Interkontinentális kupára és a FIFA-klubvilágbajnokságra is kijut.
|                             |                             | A szakaszban bekapcsolódó csapatok | Az előző forduló továbbjutói                                                      |
| --------------------------- | --------------------------- | --- | --------------------------------------------------------------------------------- |
| 1. selejtezőkör (30 csapat) | 1. selejtezőkör (30 csapat) | - 30 bajnok a 25–55. helyen rangsorolt bajnokságokból (Liechtenstein kivételével) |                                                                                   |
| 2. selejtezőkör (30 csapat) | Bajnoki ág (24 csapat)      | - 9 bajnok a 15–24. helyen rangsorolt bajnokságokból (Oroszország kivételével) | - 15 győztes az első selejtezőkörből                                              |
| 2. selejtezőkör (30 csapat) | Nem bajnoki ág (4 csapat)   | - 4 második a 12–15. helyen rangsorolt bajnokságokból |                                                                                   |
| 3. selejtezőkör (20 csapat) | Bajnoki ág (12 csapat)      | | - 12 győztes a második selejtezőkör bajnoki ágáról                                |
| 3. selejtezőkör (20 csapat) | Nem bajnoki ág (8 csapat)   | - 4 második a 8–11. helyen rangsorolt bajnokságokból - 1 harmadik a 6. helyen rangsorolt bajnokságból - 1 negyedik az 5. helyen rangsorolt bajnokságból | - 2 győztes a második selejtezőkör nem bajnoki ágáról                             |
| Rájátszás (14 csapat)       | Bajnoki ág (10 csapat)      | - 4 bajnok a 11–14. helyen rangsorolt bajnokságokból | - 6 győztes a harmadik selejtezőkör bajnoki ágáról                                |
| Rájátszás (14 csapat)       | Bajnoki ág (4 csapat)       | | - 4 győztes a harmadik selejtezőkör nem bajnoki ágáról                            |
| Alapszakasz (36 csapat)     | Alapszakasz (36 csapat)     | - UEFA-bajnokok ligája-címvédő - 10 bajnok az 1–10. helyen rangsorolt bajnokságokból - 7 második az 1–7. helyen rangsorolt bajnokságokból - 5 harmadik az 1–5. helyen rangsorolt bajnokságokból - 4 negyedik az 1–4. helyen rangsorolt bajnokságokból - Egy-egy csapat extra kvótát kap abból a két bajnokságból, amely a legtöbb együtthatót szerezte az előző szezonban | - 5 győztes a rájátszás bajnoki ágáról - 2 győztes a rájátszás nem bajnoki ágáról |

A csoportkör korábbi lebonyolítása
A csoportkörben 32 csapat vett részt. 26 csapat automatikus résztvevő volt, köztük a BL és az EL címvédője. A selejtező bajnoki ágáról 4, a nem bajnoki ágáról 2 csapat jutott be. A csapatok négy kalapba sorolták be. Az 1. kalap különleges, a csapatok UEFA-együtthatóitól független volt. Ide került a BL és az EL címvédője, valamint az országokra vonatkozó UEFA-együttható alapján az első, legfeljebb 8 ország bajnokcsapatából annyi, amennyi 8 csapatot kitesz.
- Az UEFA-bajnokok ligája és az Európa-liga címvédői garantált helyet kaptak a csoportkörben, ha a hazai bajnokságukon keresztül nem jutottak be a BL-be. Ha az UEFA-bajnokok ligája vagy az Európa-liga címvédője valamelyik hazai eseményén keresztül bejutott az Európa-ligába vagy az UEFA Európa Konferencia Ligába, akkor a tagországot megillető helyek száma az Európa-ligában vagy az UEFA Európa Konferencia Ligában eggyel csökkent.
- Ha az UEFA-bajnokok ligája vagy az Európa-liga címvédője a hazai bajnokságán keresztül bejutott a csoportkörbe, akkor a csoportkörben megüresedett helyet a következőképpen töltötték be:
  - Az UEFA-bajnokok ligája címvédője által megüresedett helyet a rangsor 11. helyén álló tagország bajnoka töltötte be, és a bajnoki ágat átrangsorolták, elsőbbséget adva a rangsorban az adott fordulóban a legjobb helyen álló tagország klubjának.
  - Az UEFA Európa-liga címvédője által megüresedett helyet a rangsor ötödik helyén álló tagország bajnoki harmadik helyezett klubja töltötte be, és a nem bajnoki ágat átrangsorolták, elsőbbséget adva a rangsorban az adott fordulóban a legjobb helyen álló tagország klubjának.
- Ha az UEFA-bajnokok ligája vagy az Európa-liga címvédője bejutott a selejtezőbe vagy a selejtező rájátszásába, a megfelelő selejtezőköröket vagy rájátszást ennek megfelelően átrangsorolták, elsőbbséget adva a rangsorban az adott fordulóban a legjobb helyen álló tagország klubjának.

A 2–4. kalapba a többi csapat került, a csapatokra vonatkozó UEFA-együttható alapján. A 32 csapatot 8 darab négycsapatos csoportba sorsolták. Ezen felül az azonos nemzetű csapatokat négy csoportra nézve is szétosztották (A–D, E–H), a televíziós közvetítések miatt. A csoportokban a csapatok körmérkőzéses, oda-visszavágós rendszerben mérkőztek meg egymással. Összesen hat fordulót rendeztek, melyek alatt egy csoporton belül mindegyik csapat kétszer játszott mindegyikkel, egyszer pályaválasztóként egyszer pedig idegenben. Egy játéknapon négy csoport mérkőzéseit rendezték. Az egyik négy csoport keddi, a másik négy csoport szerdai napokon játszott, illetve fordítva. A végleges menetrendet a sorsolás után, számítógéppel állították össze. A csoportok első két helyén záró csapat az egyenes kieséses szakaszba jutott. A harmadik helyezettek az Európa-liga egyenes kieséses szakaszába kerültek.

## Pénzdíjazás
A 2023–24-es szezonban az UEFA a résztvevők között következő pénzdíjakat osztja ki. Valamennyi összeg euróban értendő.
| Cél elérése                          | Összeg €   |
| ------------------------------------ | ---------- |
| Rájátszás                            | 5 000 000  |
| Csoportkör alapdíja                  | 15 640 000 |
| Mérkőzésen győzelem a csoportkörben  | 2 800 000  |
| Mérkőzésen döntetlen a csoportkörben | 930 000    |
| Nyolcaddöntő                         | 9 600 000  |
| Negyeddöntő                          | 10 600 000 |
| Elődöntő                             | 12 500 000 |
| A döntő vesztese                     | 15 500 000 |
| A döntő győztese                     | 20 000 000 |

## Döntők
Az 1992–93-as szezon előtt Bajnokcsapatok Európa-kupája néven létezett. Lásd: Bajnokcsapatok Európa-kupája#Döntők
| Szezon    | Helyszín                            | Döntő               | Döntő         | Döntő               |
| Szezon    | Helyszín                            | Győztes             | Eredmény      | Döntős              |
| --------- | ----------------------------------- | ------------------- | ------------- | ------------------- |
| 1992–1993 | Olimpiai Stadion, München           | Marseille           | 1–0           | AC Milan            |
| 1993–1994 | Olimpiai Stadion, Athén             | AC Milan            | 4–0           | Barcelona           |
| 1994–1995 | Ernst Happel Stadion, Bécs          | Ajax                | 1–0           | AC Milan            |
| 1995–1996 | Stadio Olimpico, Róma               | Juventus            | 1–1 (ti. 4–2) | Ajax                |
| 1996–1997 | Olimpiai Stadion, München           | Borussia Dortmund   | 3–1           | Juventus            |
| 1997–1998 | Amsterdam ArenA, Amszterdam         | Real Madrid         | 1–0           | Juventus            |
| 1998–1999 | Camp Nou, Barcelona                 | Manchester United   | 2–1           | Bayern München      |
| 1999–2000 | Stade de France, Párizs             | Real Madrid         | 3–0           | Valencia CF         |
| 2000–2001 | San Siro, Milánó                    | Bayern München      | 1–1 (ti. 5–4) | Valencia CF         |
| 2001–2002 | Hampden Park, Glasgow               | Real Madrid         | 2–1           | Bayer Leverkusen    |
| 2002–2003 | Old Trafford, Manchester            | AC Milan            | 0–0 (ti. 3–2) | Juventus            |
| 2003–2004 | Arena AufSchalke, Gelsenkirchen     | FC Porto            | 3–0           | AS Monaco           |
| 2004–2005 | Atatürk Olimpiai Stadion, Isztambul | Liverpool FC        | 3–3 (ti. 3–2) | AC Milan            |
| 2005–2006 | Stade de France, Párizs             | FC Barcelona        | 2–1           | Arsenal             |
| 2006–2007 | Olimpiai Stadion, Athén             | AC Milan            | 2–1           | Liverpool           |
| 2007–2008 | Luzsnyiki Stadion Moszkva           | Manchester United   | 1–1 (ti. 6–5) | Chelsea             |
| 2008–2009 | Stadio Olimpico, Róma               | FC Barcelona        | 2–0           | Manchester United   |
| 2009–2010 | Santiago Bernabéu stadion, Madrid   | Internazionale      | 2–0           | Bayern München      |
| 2010–2011 | Wembley Stadion, London             | FC Barcelona        | 3–1           | Manchester United   |
| 2011–2012 | Allianz Arena, München              | Chelsea             | 1–1 (ti. 4–3) | Bayern München      |
| 2012–2013 | Wembley Stadion, London             | Bayern München      | 2–1           | Borussia Dortmund   |
| 2013–2014 | Estádio da Luz, Lisszabon           | Real Madrid         | 4–1 (h.u.)    | Atlético de Madrid  |
| 2014–2015 | Berlini Olimpiai Stadion, Berlin    | FC Barcelona        | 3–1           | Juventus            |
| 2015–2016 | San Siro, Milánó                    | Real Madrid         | 1–1 (ti. 5-3) | Atlético de Madrid  |
| 2016–2017 | Millennium Stadion, Cardiff         | Real Madrid         | 4–1           | Juventus            |
| 2017–2018 | Olimpiai Stadion, Kijev             | Real Madrid         | 3–1           | Liverpool FC        |
| 2018–2019 | Wanda Metropolitano Stadion, Madrid | Liverpool FC        | 2–0           | Tottenham Hotspur   |
| 2019–2020 | Estádio da Luz, Lisszabon           | Bayern München      | 1–0           | Paris Saint-Germain |
| 2020–2021 | Estádio do Dragão, Porto            | Chelsea             | 1–0           | Manchester City     |
| 2021–2022 | Stade de France, Párizs             | Real Madrid         | 1–0           | Liverpool FC        |
| 2022–2023 | Atatürk Olimpiai Stadion, Isztambul | Manchester City     | 1–0           | Internazionale      |
| 2023–2024 | Wembley Stadion, London             | Real Madrid         | 2–0           | Borussia Dortmund   |
| 2024–2025 | Allianz Arena, München              | Paris Saint-Germain | 5–0           | Internazionale      |

| Szezon    | Helyszín               | Hazai | Vendég |
| --------- | ---------------------- | ----- | ------ |
| 2025–2026 | Puskás Aréna, Budapest |       |        |

## Döntősök
Az alábbi listában a Bajnokcsapatok Európa-kupájában elért eredmények is szerepelnek.

### Klubok szerint
| Csapat                   | Győztes                                                                                       | Második                                      |
| ------------------------ | --------------------------------------------------------------------------------------------- | -------------------------------------------- |
| Real Madrid              | 15 (1956, 1957, 1958, 1959, 1960, 1966, 1998, 2000, 2002, 2014, 2016, 2017, 2018, 2022, 2024) | 3 (1962, 1964, 1981)                         |
| AC Milan                 | 7 (1963, 1969, 1989, 1990, 1994, 2003, 2007)                                                  | 4 (1958, 1993, 1995, 2005)                   |
| Bayern München           | 6 (1974, 1975, 1976, 2001, 2013, 2020)                                                        | 5 (1982, 1987, 1999, 2010, 2012)             |
| Liverpool FC             | 6 (1977, 1978, 1981, 1984, 2005, 2019)                                                        | 4 (1985, 2007, 2018, 2022)                   |
| FC Barcelona             | 5 (1992, 2006, 2009, 2011, 2015)                                                              | 3 (1961, 1986, 1994)                         |
| Ajax                     | 4 (1971, 1972, 1973, 1995)                                                                    | 2 (1969, 1996)                               |
| Internazionale           | 3 (1964, 1965, 2010)                                                                          | 4 (1967, 1972, 2023, 2025)                   |
| Manchester United        | 3 (1968, 1999, 2008)                                                                          | 2 (2009, 2011)                               |
| Juventus                 | 2 (1985, 1996)                                                                                | 7 (1973, 1983, 1997, 1998, 2003, 2015, 2017) |
| Benfica                  | 2 (1961, 1962)                                                                                | 5 (1963, 1965, 1968, 1988, 1990)             |
| Chelsea                  | 2 (2012, 2021)                                                                                | 1 (2008)                                     |
| FC Porto                 | 2 (1987, 2004)                                                                                | -                                            |
| Nottingham Forest        | 2 (1979, 1980)                                                                                | -                                            |
| Borussia Dortmund        | 1 (1997)                                                                                      | 2 (2013, 2024)                               |
| Olympique de Marseille   | 1 (1993)                                                                                      | 1 (1991)                                     |
| Steaua Bucureşti         | 1 (1986)                                                                                      | 1 (1989)                                     |
| Hamburger SV             | 1 (1983)                                                                                      | 1 (1980)                                     |
| Celtic                   | 1 (1967)                                                                                      | 1 (1970)                                     |
| Manchester City          | 1 (2023)                                                                                      | 1 (2021)                                     |
| Paris Saint-Germain      | 1 (2025)                                                                                      | 1 (2020)                                     |
| Crvena Zvezda            | 1 (1991)                                                                                      | -                                            |
| PSV Eindhoven            | 1 (1988)                                                                                      | -                                            |
| Aston Villa              | 1 (1982)                                                                                      | -                                            |
| Feyenoord                | 1 (1970)                                                                                      | -                                            |
| Atlético Madrid          | -                                                                                             | 3 (1974, 2014, 2016)                         |
| Valencia CF              | -                                                                                             | 2 (2000, 2001)                               |
| Stade Reims              | -                                                                                             | 2 (1956, 1959)                               |
| Tottenham Hotspur        | -                                                                                             | 1 (2019)                                     |
| Arsenal                  | -                                                                                             | 1 (2006)                                     |
| AS Monaco                | -                                                                                             | 1 (2004)                                     |
| Bayer Leverkusen         | -                                                                                             | 1 (2002)                                     |
| Sampdoria                | -                                                                                             | 1 (1992)                                     |
| AS Roma                  | -                                                                                             | 1 (1984)                                     |
| Malmö FF                 | -                                                                                             | 1 (1979)                                     |
| Club Brugge              | -                                                                                             | 1 (1978)                                     |
| Borussia Mönchengladbach | -                                                                                             | 1 (1977)                                     |
| Saint-Étienne            | -                                                                                             | 1 (1976)                                     |
| Leeds United             | -                                                                                             | 1 (1975)                                     |
| Panathinaikósz           | -                                                                                             | 1 (1971)                                     |
| FK Partizan              | -                                                                                             | 1 (1966)                                     |
| Eintracht Frankfurt      | -                                                                                             | 1 (1960)                                     |
| Fiorentina               | -                                                                                             | 1 (1957)                                     |

### Országok szerint
| Nemzet        | Győztes | Döntős | Győztes klubok                                                                                                 | Döntősök |
| ------------- | ------- | ------ | --- | --- |
| Spanyolország | 20      | 11     | Real Madrid (15), Barcelona (5)                                                                                | Real Madrid (3), Barcelona (3), Atlético Madrid (3), Valencia (2)                                                                   |
| Anglia        | 15      | 11     | Liverpool (6), Manchester United (3), Nottingham Forest (2), Chelsea (2), Aston Villa (1), Manchester City (1) | Liverpool (4), Manchester United (2), Leeds United (1), Arsenal (1), Chelsea (1), Tottenham Hotspur (1), Manchester City (1)        |
| Olaszország   | 12      | 16     | AC Milan (7), Internazionale (3), Juventus (2)                                                                 | Juventus (7), AC Milan (4), Internazionale (4), Fiorentina (1), Roma (1), Sampdoria (1)                                             |
| Németország   | 8       | 11     | Bayern München (6), Borussia Dortmund (1), Hamburg (1)                                                         | Bayern München (5), Borussia Dortmund (2), Bayer Leverkusen (1), Borussia Mönchengladbach (1), Eintracht Frankfurt (1), Hamburg (1) |
| Hollandia     | 6       | 2      | Ajax (4), PSV (1), Feyenoord (1)                                                                               | Ajax (2) |
| Portugália    | 4       | 5      | Benfica (2), Porto (2)                                                                                         | Benfica (5) |
| Franciaország | 2       | 6      | Marseille (1), Paris Saint-Germain (1)                                                                         | Stade Reims (2), Saint-Étienne (1), Marseille (1), Monaco (1), Paris Saint-Germain (1)                                              |
| Románia       | 1       | 1      | Steaua (1) | Steaua (1) |
| Jugoszlávia   | 1       | 1      | Crvena Zvezda (1)                                                                                              | FK Partizan (1) |
| Skócia        | 1       | 1      | Celtic (1) | Celtic (1) |
| Svédország    | 0       | 1      | | Malmö FF (1) |
| Görögország   | 0       | 1      | | Panathinaikósz (1) |
| Belgium       | 0       | 1      | | Club Brugge (1) |

## UEFA-bajnokok ligáját nyert magyarok
Játékosok
- Puskás Ferenc (Real Madrid; 1958–59, 1959–60, 1965–66)

Edzők
- Guttmann Béla (Benfica; 1960–61, 1961–62)
- Kovács István (Ajax Amszterdam; 1972–73)
- Lőw Zsolt (Chelsea; 2020–21)[3]